# دوغانشار
دوغانشار (بالتركية: Doğanşar) هي مدينة تابعة لمحافظة سيواس، تركيا.